# Ловинг (округ)
Округ Ловинг (англ. Loving County) — округ в американском штате Техас. Является самым малым по населению округом США.
По переписи 2010 года население составило всего 82 человека. Центром и единственным населённым пунктом округа является невключённая община Ментон.

## История
Первым европейцем, посетившим территории современного округа, был испанский конкистадор Антонио де Эспехо, пересёкший в 1583 году реку Пекос.
С 1837 по 1874 год территория была частью округа Бэр, в 1874 году вошла в состав вновь образованного округа Том-Грин.
В 1893 году был образован округ Ловинг, путём выделения из округа Том-Грин. Название получил в честь Оливера Ловинга — фермера, разводчика крупного рогатого скота, который был смертельно ранен команчами во время объезда крупного рогатого скота в этой местности в 1866 году.
В 1897 году округ был упразднён и включён в состав округа Ривс.
Открытие в 1921 году месторождения нефти вызвало приток населения, и в 1931 году округ вновь был воссоздан. К 1933 году наблюдался максимальный пик населения — более 600 человек.

## Политическая ориентация
На всех президентских выборах округ Ловинг голосует за республиканского кандидата, лишь изредка делая исключения в пользу независимых кандидатов. Так, например, в 1992 году голоса избирателей были отданы Россу Перо, а в 1968 году жители округа поддержали Джорджа Уоллеса.

## География
По данным Бюро переписи США, общая площадь округа составляет 1753 км², из которых 1743 км² суша и 10 км² (или 0,56 %) водоемы.
Река Пекос является западной границей округа, водохранилище Ред-Блафф формирует северо-западную границу с соседними округами Ривс и Эдди. Ландшафт округа Ловинг представляет собой плоскую пустыню, с несколькими низкими холмами. Растительность скудная, представлена пустынными травами и кустарником, различными кактусами и зарослями гребенщика вдоль реки. Перепады высот изменяются от 818 до 1009 метров над уровнем моря.

### Соседние округа
- Ли (север)
- Ривс (юг и запад)
- Уинклер (восток)
- Уорд (юго-восток)
- Эдди (северо-запад)

## Демография
По данным переписи населения 2010 года в округе проживало 82 жителей, в составе 39 хозяйств и 26 семей. Насчитывалось 50 жилых домов. Расовый состав населения был 65 белых, 4 коренных жителя Америки, 7 представителей прочих рас и 6 представителями двух или более рас. 18 человек являлись испаноязычными или латиноамериканцами.
Из 39 хозяйств: 8 воспитывают детей возрастом до 18 лет, 18 супружеских пар живущих вместе, 4 семьи без мужей, 4 семьи без жён, 13 не имели семей. В среднем на каждое хозяйство приходилось 2,1 человека, среднестатистический размер семьи составлял 2,58 человека.
Показатели по возрастным категориям в округе были следующие: 10 человек — жители до 20 лет, 23 человека от 20 до 45 лет, 37 — от 45 до 65 лет, и 12 — 65 лет и старше. Средний возраст составлял 52,7 года.
Медианный доход на хозяйство в округе составлял 56 875 долларов, на семью — 79 583 доллара. Среднестатистический заработок составлял был 36 250 долларов для мужчины и 41 786 для женщины. Доход на душу населения в округе был 32 707 долларов.

## Экономика
Экономика округа практически полностью основана на нефтегазовом бурении и фермерском хозяйстве.

## Населённые пункты
- Ментон

## Образование
Школьный округ Уинк-Ловинг (англ. Wink-Loving Independent School District), находящийся в соседнем округе Уинклер, обслуживает всю территорию Ловинга. В 1978 году начальная школа в Ловинге была закрыта в связи с тем, что в ней насчитывалось всего два ученика.